# Getal van Prandtl
Het getal van Prandtl {\displaystyle \mathrm {Pr} } is een dimensieloos getal dat de verhouding tussen impulsoverdracht en warmteoverdracht weergeeft. Het is gedefinieerd als
{\displaystyle \mathrm {Pr} ={\frac {\nu }{\alpha }}}
of
{\displaystyle \mathrm {Pr} ={\frac {\eta \cdot c_{\text{p}}}{\lambda }}}
Daarin is:
{\displaystyle \nu } de kinematische viscositeit [m2 s−1]
{\displaystyle \alpha } de temperatuurvereffeningscoëfficiënt [m2 s−1]
{\displaystyle \eta } de dynamische viscositeit [kg m−1 s−1]
{\displaystyle c_{\text{p}}} de warmtecapaciteit bij constante druk [J K−1 kg−1]
{\displaystyle \lambda } de warmtegeleidingscoëfficiënt [W K−1 m−1]
Het getal van Prandtl is analoog aan het getal van Schmidt, een dimensieloos getal dat massatransport in termen van diffusie omschrijft.
Het getal van Prandtl is genoemd naar Ludwig Prandtl (1875-1953) een Duitse professor in de stromingsleer.
Archimedes ·
Atwood ·
Bagnold ·
Bejan ·
Biot ·
Bond ·
Brinkman ·
capillair getal ·
Cauchy ·
Damköhler ·
Darcy ·
Dean ·
Deborah ·
Eckert ·
Ekman ·
Eötvös ·
Euler ·
Froude ·
Galilei ·
Graetz ·
Grashof ·
Görtler ·
Hagen ·
Iribarren ·
Keulegan-Carpenter ·
Knudsen ·
Laplace ·
Lewis ·
Mach ·
Marangoni ·
Morton ·
Nusselt ·
Ohnesorge ·
Péclet ·
Prandtl ·
Rayleigh ·
Reynolds ·
Richardson ·
Roshko ·
Rossby ·
Rouse ·
Schmidt ·
Sherwood ·
Shields ·
Stanton ·
Stokes ·
Strouhal ·
Stuart ·
Suratman ·
Taylor ·
Ursell ·
Weber ·
Weissenberg ·
Womersley